# Черноморско-азовская шемая
Черноморско-азовская шемая (лат. Alburnus mento) — лучепёрая рыба из семейства карповых. Включена в Красную книгу России, Красную книгу Краснодарского края. Статус «Уязвимый» — 2.
Максимальная длина тела — 35 см. Спинной плавник отнесён назад. Тело удлинённое, невысокое, сжатое с боков. Типично пелагическая окраска: спина тёмно-зелёная, с синеватым отливом. Все плавники серые. Бока более светлые.
Данный вид распространён в пределах Черноморско-Азовского бассейна. На территории России вид был обнаружен в Азовском море, реках Дон, Кубань, а также в реках Черноморского побережья.
Стайная рыба, предпочитающая прозрачные, богатые кислородом водоёмы. Обитает в пресной и солоноватой воде, в озёрах, реках. Питается планктоном, падающими в воду насекомыми, мелкой рыбой.
Редкий вид с прогрессивно сокращающейся численностью.

## Мероприятия по восстановлению численности
В 2014 году рыбоводами Ростовской области в водоёмы Дона было выпущено 3,5 млн мальков черноморско-азовской шемаи. По подсчётам специалистов, за последние три года в водоёмы Ростовской области было выпущено 10,5 млн мальков шемаи. На основании проведённых научно-исследовательских работ внесены изменения в перечень видов рыб Красной книги Ростовской области: статус черноморско-азовской шемаи изменился, она перешла из категории сокращающихся в численности видов в категорию «восстанавливаемые и восстанавливающиеся».

## Литература

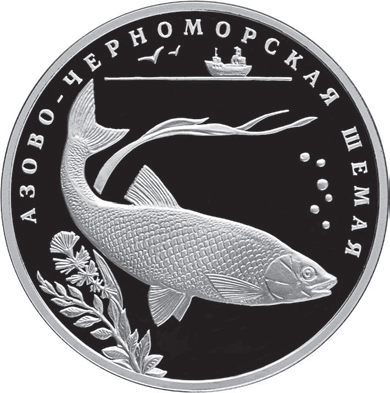
Азово-черноморская шемая.
Монета Банка России. — Номинал: 2 рубля. — Серия: «Красная книга». — Материал изготовления: серебро. — Год выпуска: 2008